# Rasmus Quist

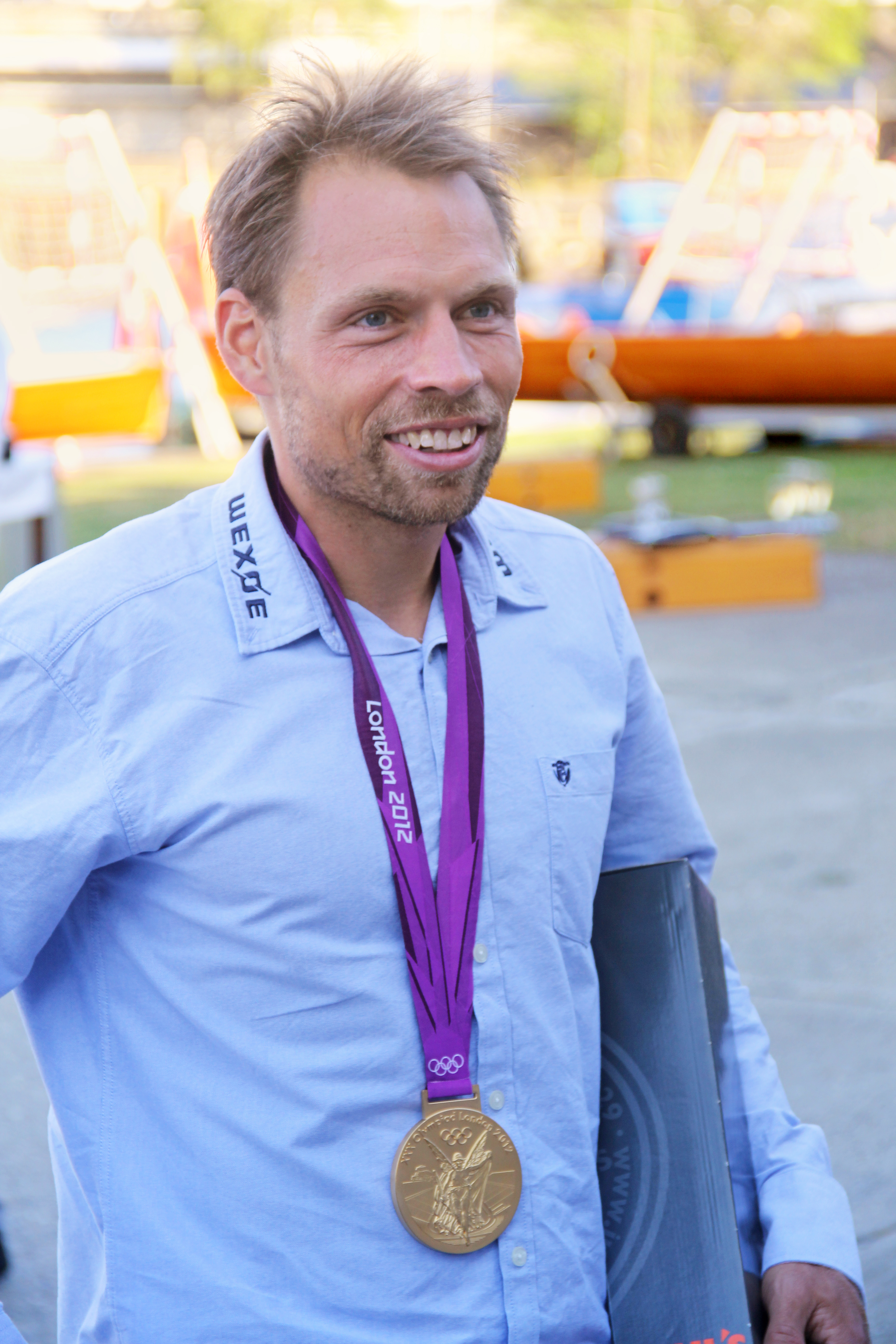
Rasmus Quist mit der olympischen Goldmedaille 2012

Rasmus Nicolai Quist Hansen (* 5. April 1980 in Middelfart) ist ein dänischer Ruderer und Olympiasieger 2012 im Leichtgewichts-Doppelzweier.

## Sportliche Karriere
1997 gewann Quist im Doppelvierer Bronze bei den Junioren-Weltmeisterschaften. 1999 trat er erstmals im Weltcup in der Erwachsenenklasse an und belegte mit dem dänischen Leichtgewichts-Doppelvierer den zweiten Platz in Wien. Bei den Ruder-Weltmeisterschaften 1999 erreichte das dänische Boot den fünften Platz genau wie ein Jahr später in Zagreb. 2001 trat er erstmals mit Mads Rasmussen im Leichtgewichts-Doppelzweier an, bei den Ruder-Weltmeisterschaften 2001 belegten die beiden den sechsten Platz. Im Jahr darauf gewannen sie in Sevilla mit Bronze ihre erste Weltmeisterschaftsmedaille. Bei ihrem ersten Olympiastart 2004 in Athen erreichten Quist und Rasmussen den vierten Platz, nachdem sie zuvor in Posen ihr erstes Weltcuprennen gewonnen hatten. 2005 starteten die beiden auf dem Dorney Lake in Eton im Leichtgewichts-Einer, Rasmussen siegte vor Quist. Bei den Weltmeisterschaften in Gifu erhielten die beiden Silber hinter dem ungarischen Doppelzweier. Ihren ersten Weltmeistertitel erruderten Quist und Rasmussen 2006 auf dem Dorney Lake in Eton. 2007 erreichten die beiden Dänen vier Siege in den vier wichtigsten Rennen des Jahres: Bei den Weltcups in Linz, Amsterdam und Luzern sowie bei den Weltmeisterschaften in München. 2008 erkämpften die beiden im Weltcup nur einen zweiten Platz in Posen, bei den Olympischen Spielen in Peking erhielten die beiden Bronze hinter dem britischen und dem griechischen Boot.
Danach trennten sich Rasmussen und Quist. 2009 ruderte Quist im Leichtgewichts-Doppelvierer und gewann in dieser Bootsklasse Bronze bei den Ruder-Weltmeisterschaften 2009 in Posen, 2010 trat er recht erfolglos im Leichtgewichts-Einer an. Erst 2011 fanden sich Quist und Rasmussen wieder im Leichtgewichts-Doppelzweier. Nach zwei dritten Plätzen im Weltcup, belegten sie bei den Weltmeisterschaften den fünften Platz. 2012 erreichten die beiden im Weltcup einen vierten Platz und zwei dritte Plätze. Die olympische Regatta 2012 wurde auf dem Lake Dorney in Eton ausgetragen, der Regattastrecke, auf der Quist und Rasmussen ihren Weltcupdoppelsieg erreicht und ihren ersten WM-Titel gewonnen hatten. Im olympischen Finale 2012 siegten die beiden Dänen knapp vor den britischen Olympiasiegern von 2008 und Weltmeistern 2010 und 2011 Zac Purchase und Mark Hunter. Vier Jahre später konnten sich Quist und Rasmussen nochmals für die Olympischen Spiele 2016 qualifizieren, in Rio de Janeiro belegten sie den zehnten Platz.
Quist hat bei einer Körpergröße von 1,73 Metern ein Wettkampfgewicht von etwa 72 Kilogramm. Er rudert für den Fredensborg Roklub.